# دیوندی‌فا
دیوندی‌فا (به مجاری:  Gyöngyfa) یک منطقهٔ مسکونی در مجارستان است که در ناحیه سنت‌لورینتس واقع شده‌است. دیوندی‌فا ۱۳۴ نفر جمعیت دارد.